# Kuty (Hranki-Kuty)
Kuty (Kutty; ukr. Кути) – dawna wieś, obecnie południowo-wschodnia część wsi Hranki-Kuty na Ukrainie, na terenie obwodu lwowskiego, w rejonie stryjskim (do 2020 roku w rejonie mikołajowskim). Rozpościera się wzdłuż ulicy Hajowej.

## Historia
Kuty to wieś, stanowiąca w XIX wieku gminę jednostkową w Bezirk Chodorów, liczącą w 1854 roku 184 mieszkańców; od 1867 w powiecie bóbreckim. Następnie połączona z Hrankami w jedną gminę, nazywaną odtąd Hranki-Kuty. W II Rzeczypospolitej w powiecie bóbreckim województwa lwowskiego, od 1 sierpnia 1934 w zbiorowej gminie Brzozdowce. Po wojnie w ZSRR.